# Erebia frenus
Erebia frenus är en fjärilsart som beskrevs av Hans Fruhstorfer 1911. Erebia frenus ingår i släktet Erebia och familjen praktfjärilar. Inga underarter finns listade i Catalogue of Life.